# 小行星9029
小行星9029（英語：9029）是一颗围绕太阳公转的小行星。1989年4月6日，埃莉諾·赫琳在帕洛马山发现了此天体。
这颗小行星的绝对星等为141.49832等。